# Ryan Stack
Ryan Eugene Stack, noto anche con il nome macedone Ruan Eugene Stik (Nashville, 24 luglio 1975), è un ex cestista statunitense naturalizzato macedone, professionista nella NBA e in Europa.

## Carriera
È stato selezionato dai Cleveland Cavaliers al secondo giro del Draft NBA 1998 (48ª scelta assoluta).

## Palmarès
- Coppa di Grecia: 1

Aris Salonicco: 2003-2004
- FIBA Europe Champions Cup: 1

Aris Salonicco: 2002-2003